# Valkyrie profile
För andra betydelser, se Valkyrie.
Valkyrie Profile är ett rollspel utvecklat av tri-ace och släpptes till Playstation i Japan den 22 december 1999 och året efter även i USA den 29 augusti, men aldrig i Europa. Den 2 mars 2006 släpptes Valkyrie Profile: Lenneth - en ombearbetning av spelet till Playstation Portable i Japan och den 18 juli även i USA. Spelet släpptes i Europa den 27 april 2007.
Spelet är baserat på den nordiska mytologin och spelaren tar rollen som Valkyrian Lenneth och ska föra krigare till Valhall för det slutgiltiga kriget, Ragnarök.
Valkyrie Profile: Lenneth har nu även fått en uppföljare till Playstation 2 under namnet Valkyrie Profile 2: Silmeria. Detta har redan släppts i Japan och USA.